# Котловинська сільська рада
Котлови́нська сільська́ ра́да — колишня адміністративно-територіальна одиниця та орган місцевого самоврядування в Ренійському районі Одеської області. Адміністративний центр — село Котловина.

## Загальні відомості
Котловинська сільська рада утворена в 1948 році.
- Територія ради: 72,1 км²
- Населення ради: 2 643 особи (станом на 2001 рік)
- Водоймища на території, підпорядкованій даній раді: озеро Ялпуг

## Населені пункти
Сільській раді були підпорядковані населені пункти:
- с. Котловина

## Населення
Згідно з переписом 1989 року чисельність наявного населення сільської ради становила 2826 осіб, з яких 1364 чоловіки та 1462 жінки.
За переписом населення 2001 року в сільській раді мешкало 2570 осіб.

### Мова
Розподіл населення за рідною мовою за даними перепису 2001 року:
| Мова       | Відсоток |
| ---------- | -------- |
| гагаузька  | 86,72 %  |
| російська  | 6,02 %   |
| українська | 3,22 %   |
| болгарська | 2,01 %   |
| молдовська | 1,93 %   |
| білоруська | 0,04 %   |

## Склад ради
Рада складалася з 16 депутатів та голови.
- Голова ради: Каранфіл Дмитро Миколайович
- Секретар ради: Яманди Олена Петрівна

### Керівний склад попередніх скликань
| Прізвище, ім'я, по батькові | Основні відомості                                                 | Дата обрання | Дата звільнення |
| --------------------------- | ----------------------------------------------------------------- | ------------ | --------------- |
| Каранфіл Дмитро Миколайович | Сільський голова, 1968 року народження, освіта вища, безпартійний | 26.03.2006   | 31.10.2010      |
| Каранфіл Дмитро Миколайович | Сільський голова, 1968 року народження, освіта вища, безпартійний | 31.10.2010   |                 |

Примітка: таблиця складена за даними сайту Верховної Ради України

### Депутати
За результатами місцевих виборів 2010 року депутатами ради стали:

#### За суб'єктами висування
| Суб'єкт висування                 | Кількість обраних депутатів | %    |
| --------------------------------- | --------------------------- | ---- |
| Партія регіонів                   | 8                           | 50   |
| Народна партія                    | 5                           | 31,3 |
| Політична партія «Сильна Україна» | 2                           | 12,5 |
| Самовисування                     | 1                           | 6,3  |

#### За округами
| № округу                          | Прізвище, ім'я, по батькові | Дата визнання обраним | Освіта             | Партійна приналежність | Відомості про обраного депутата             |
| --------------------------------- | --------------------------- | --------------------- | ------------------ | ---------------------- | ------------------------------------------- |
| Народна Партія                    |                             |                       |                    |                        |                                             |
| 1                                 | Рихлік Сергій Миколайович   | 02.11.2010            | вища               | член Народної партії   | м. Ізмаїл, робітник                         |
| 3                                 | Топалов Яків Ілліч          | 02.11.2010            | середня            | член Народної партії   | ВАТ «Перемога», будівельник                 |
| 9                                 | Кеменчежи Ілля Михайлович   | 02.11.2010            | середня спеціальна | позапартійний          | фермер                                      |
| 10                                | Келіогло Надія Пантеліївна  | 02.11.2010            | середня спеціальна | член Народної партії   | тимчасово не працює                         |
| 16                                | Долапчи Лілія Федорівна     | 02.11.2010            | вища               | позапартійна           | Котловинська загальноосвітня школа, вчитель |
| Партія регіонів                   |                             |                       |                    |                        |                                             |
| 2                                 | Узунова Валентина Василівна | 02.11.2010            | середня спеціальна | член Партії регіонів   | Котловинська сільська рада, бухгалтер       |
| 4                                 | Яманді Вячеслав Дмитрович   | 02.11.2010            | середня спеціальна | член Партії регіонів   | фермерське господарство «Євдокія», робітник |
| 8                                 | Мальчева Алла Василівна     | 02.11.2010            | середня спеціальна | член Партії регіонів   | пенсіонер                                   |
| 11                                | Булгару Ілля Степанович     | 02.11.2010            | середня спеціальна | член Партії регіонів   | пенсіонер                                   |
| 12                                | Узун Ганна Іванівна         | 02.11.2010            | вища               | член Партії регіонів   | Котловинська загальноосвітня школа, вчитель |
| 13                                | Казани Ганна Олександрівна  | 02.11.2010            | середня спеціальна | член Партії регіонів   | пенсіонер                                   |
| 14                                | Калайжи Марія Василівна     | 02.11.2010            | середня спеціальна | член Партії регіонів   | Котловинський дитячий садок, вихователь     |
| 15                                | Яманді Олена Петрівна       | 02.11.2010            | вища               | член Партії регіонів   | Котловинська сільська рада, секретар        |
| Політична партія «Сильна Україна» |                             |                       |                    |                        |                                             |
| 5                                 | Арабаджи Лілія Дмитрівна    | 02.11.2010            | вища               | позапартійна           | Котловинська сільська рада, землевпорядник  |
| 7                                 | Касаджик Ольга Іванівна     | 02.11.2010            | середня спеціальна | позапартійна           | пенсіонер                                   |
| Самовисування                     |                             |                       |                    |                        |                                             |
| 6                                 | Басаджи Ілля Миколайович    | 02.11.2010            | середня спеціальна | позапартійний          | тимчасово не працює                         |